# Voisin E.28
Il Voisin E.28  fu un aereo da bombardamento  quadrimotore triplano sviluppato in Francia dalla nella seconda metà degli anni dieci del XX secolo e rimasto allo stadio di prototipo.

## Storia del progetto
Nel 1916 Gabriel Voisin, dopo il fallimento del precedente Voisin Triplane, ritornò sull'idea di progettare e realizzare un aereo da bombardamento triplano e costruì un nuovo velivolo denominato Voisin E.28. Durante la costruzione venne utilizzata l'ala del primo triplano che fu solo leggermente accorciata, mentre il resto del progetto originale fu pesantemente modificato.
Il nuovo bombardiere aveva un disegno a due travi, con la seconda sottile, cosa che permise di alleggerire notevolmente la struttura grazie alle prestazioni decisamente migliori del “telaio” risultante (migliore flessione verticale longitudinale), che collegava l'ala superiore all'impennaggio di coda verticale. La fusoliera aveva una sezione trasversale circolare. 
La propulsione era assicurata da quattro motori Hispano-Suiza 8Bc raffreddati ad aria, installati a coppie sulla seconda ala, azionanti eliche bipala lignee. Con una potenza di 220 CV avevano un peso di circa 200 kg, cioè una massa specifica inferiore a un chilogrammo per cavallo vapore. Il carrello di atterraggio fu riprogettato e disponeva di quattro ruote sotto l'ala inferiore e ruote individuali sotto ciascuna delle gondole motore. Un singolo ruotino anteriore fu posizionato su un montante prominente che si estendeva in avanti e svolgeva funzioni di anti ribaltamento. Durante l'accelerazione per il decollo andava immediatamente in posizione di volo stazionaria. La cabina di pilotaggio anteriore conteneva i due piloti ed era situata tra i due motori anteriori. Si scoprì che il campo visivo del pilota era notevolmente ridotto in questa posizione. 
L'armamento di progetto del Voisin E.28 consisteva in un cannone Hotchkiss da 37 mm montato a prua e due mitragliatrici difensive Lewis montate su una torretta mobile sopra l'ala superiore, sparanti con un campo di tiro che non aveva ostacoli. Durante le prove, per quanto è noto, l'armamento non fu mai montato.
Nonostante tutte le interessanti decisioni di Gabriel Voisin, il nuovo bombardiere si rivelò ancora più lento del precedente e, ovviamente, non adatto all'utilizzo militare. I collaudi dell'aereo continuarono fino al 1919, dopodiché sulla base dello E.28 fu sviluppato un aereo passeggeri con 12 posti. Doveva trasportare 740 chilogrammi di carburante e avere un'autonomia di tre ore; non fu mai costruito.